# Erich Scheibner

Erich Scheibner

Erich Scheibner (* 18. Januar 1889 in Berlin; † 8. Februar 1968 in Hamburg) war ein deutscher Politiker (NSDAP).

## Leben und Wirken
Nach dem Besuch des Gymnasiums in Berlin und München arbeitete Scheibner von 1906 bis 1914 in einem Münchener Büro für Innenarchitektur. Von 1912 bis 1913 gehörte er dem 1. Infanterie-Regiment König in München an.
Von 1914 bis 1918 nahm Scheibner am Ersten Weltkrieg teil, in dem er Kraftfahr-Formationen im Westen, Osten und in Palästina führte (Inhaber der Führerscheine Klasse I, II, IIIb). Von 1919 bis 1920 arbeitete Scheibner als technischer Offizier für die Armee im Berliner Raum. Anschließend trat er in den Hamburger Polizeidienst.
Nach seinem Eintritt in die NSDAP übernahm Scheibner 1930 die Führung der SA-Untergruppe in Hamburg. Von 1936 bis 1937 gehörte er dem Rat der Stadt Erfurt als Ratsherr an. Von Mai 1938 bis Mai 1945 saß Scheibner als Abgeordneter der NSDAP im Reichstag, in dem er den Wahlkreis 5 (Frankfurt) vertrat.
Am 1. Dezember 1937 übernahm Scheibner die Führung der NSKK-Motorgruppe Kurmark. 1941 übernahm er dieselbe Aufgabe in der NSKK-Gruppe Brandenburg.